# Hedwig Wachenheim
Hedwig Wachenheim (geboren 27. August 1891 in Mannheim; gestorben 8. Oktober 1969 in Hannover) war eine deutsche Sozialpolitikerin und Historikerin, die sich bereits in jungen Jahren politisch engagierte.

## Familiärer Hintergrund
Hedwig Wachenheim entstammte einer alteingesessenen Mannheimer Familie, deren Namen bereits vor 1700 in alten Urkunden zu finden ist. Ihrem Urgroßvater gehörte im Jahr 1816 ein Haus in der Unterstadt, einem Viertel, in dem traditionell jüdische Großhändler wohnten. Die Großeltern betrieben dort bis 1880 ein Textilgeschäft. Im Jahr 1880 gaben sie das Geschäft auf, der Großvater wurde Weinhändler und kaufte ein schöneres Haus im Zentrum der Stadt. Die Mutter, eine geborene Traumann, kam aus einer wohlhabenden liberalen badischen Familie. Obwohl einer ihrer Vorfahren im Jahr 1785 unter anderem die aus Mannheim ausrückende Garnison kostenlos mit Verpflegung ausgestattet hatte, wurde ihm als Juden Grunderwerb untersagt. Erst 1814 weist ihn die Badische Chronik als Inhaber umfangreichen Grundbesitzes aus. Markus Berle, Urgroßvater mütterlicherseits, war unter anderem Bankier des Herzogs von Nassau.
Hedwigs Vater, Bankier und Vorsitzender der Freiheitlichen Vereinigung und Stadtverordneter, starb, als sie sieben Jahre alt war. Ihre jüngere Schwester war die Chemikerin Lili Wachenheim.
Hedwig Wachenheim wuchs in großbürgerlichen, wohlhabenden Verhältnissen auf, in der es unüblich war, dass Frauen ihres Standes berufstätig waren oder niedere Hausarbeit selbst ausführten. Als Wachenheim beschloss, gegen den Willen der Mutter Fürsorgerin zu werden, bedeutete das einen Bruch mit der Familie.

## Ausbildung und Beruf
Wachenheim ging nach Berlin und studierte von 1912 bis 1914 an der Alice Salomon Hochschule.
Von 1914 bis 1915 arbeitete sie als Fürsorgerin in Mannheim und kehrte 1915 nach Berlin zurück. Dort arbeitete sie in den Jahren 1916 bis 1917 als Angestellte in der Kommission des Nationalen Frauendienstes Berlin und von 1917 bis 1919 als Leiterin einer Beschwerdestelle („Saure Milch Wachenheim“) in der Berliner Milchversorgung. In den Jahren 1919 bis 1922 arbeitete sie in der Reichszentrale für Heimatdienst („Vorläuferinstitution“ der Bundeszentrale für politische Bildung) und von 1922 bis 1933 als Angestellte und später als Regierungsrätin in der Reichsfilmprüfstelle.

## Engagement für die Arbeiterwohlfahrt
Im Jahr 1919 war sie Mitbegründerin der Arbeiterwohlfahrt und ab diesem Zeitpunkt Mitglied des Hauptausschusses (Schriftführerin). 

Signatur Hedwig Wachenheim

Ab 1926 war sie Schriftleiterin der Zeitschrift Arbeiterwohlfahrt und ab 1928 Leiterin der Wohlfahrtsschule der Arbeiterwohlfahrt. Besondere Verdienste erwarb sie sich dabei bei der Etablierung der sozialen Arbeit als Berufsarbeit.

## Sozialdemokratische Politik
Nach dem Beginn einer intensiven Freundschaft mit dem sozialdemokratischen Reichstagsabgeordneten Ludwig Frank trat Wachenheim 1914 in die SPD ein. Nach einer kurzen Zeit als Mitglied des Berliner SPD-USPD-Magistrats 1919 wurde sie Berliner Stadtverordnete und zog 1928 als Abgeordnete von Frankfurt/Oder in den Preußischen Landtag ein, dem sie bis zum Jahr 1933 angehörte.
Nach ihrer Emigration aus politischen/rassischen Gründen engagierte sie sich ab 1935 in den USA in der Exilorganisation deutscher Sozialdemokraten German Labour Delegation. Im Rahmen dieser Arbeit setzte sie sich besonders für die Einreise von durch die Nationalsozialisten verfolgten Menschen ein.

## Emigration
Nach der nationalsozialistischen Machtergreifung im Jahr 1933 hatte sie ihr Landtagsmandat und ihre Anstellung als Regierungsrätin verloren, hatte Hausdurchsuchung erlebt und die Aufforderung, sich täglich bei der Polizei zu melden. Ihr war nicht verborgen geblieben, dass viele ihrer Freunde aus politischen Gründen schlimme Schicksale erlebten. Hedwig Wachenheim beschloss zu emigrieren. Der Weg führte sie zunächst nach Frankreich, wo sie Vorlesungen an der Sorbonne belegte, und 1935 weiter nach England, wo sie Vorlesungen der London School of Economics besuchte.
Noch 1935 emigrierte sie weiter in die Vereinigten Staaten von Amerika (USA) und lebte dort von Forschungsaufträgen für die New School of Social Research und von publizistischer Tätigkeit, zum Beispiel für die Zeitschrift Foreign Affairs. Im Jahr 1938 erwarb sie die US-Staatsbürgerschaft.
Im Jahr 1946 kehrte sie nach Deutschland zurück und arbeitete bis 1949 als Mitarbeiterin der Wohlfahrtsabteilung der US-Militärregierung in Stuttgart und bis 1951 als Mitarbeiterin der Wohlfahrtsabteilung des Hohen Kommissars der USA in Frankfurt am Main. Danach kehrte sie in die USA zurück und arbeitete mit einem Stipendium der University of California, Berkeley an ihrem wissenschaftlichen Hauptwerk zur deutschen Arbeiterbewegung bis 1914, das 1967 erschien.
Wachenheim starb im Oktober 1969 während eines Deutschlandbesuchs in Hannover. Auf dem Jüdischen Friedhof in Mannheim fand sie ihre letzte Ruhe.
Ihr Nachlass befindet sich im Archiv der Sozialen Demokratie der Friedrich-Ebert-Stiftung in Bonn.

## Ehrungen
- Die Marie-Juchacz-Plakette der Arbeiterwohlfahrt wurde ihr 1969 verliehen

Eine Reihe von Straßen und Institutionen wurden nach ihr benannt. Auswahl:
- Hedwig-Wachenheim-Straße in Berlin-Friedrichshain
- Hedwig Wachenheim-Karree in Köln
- Hedwig-Wachenheim Familienzentrum der AWO in Wiehl[4]
- Hedwig-Wachenheim-Haus der AWO in Lahr[5]
- Hedwig-Wachenheim Mutter-Vater-Kind-Haus der AWO in Mannheim[6]

## Schriften (Auswahl)
- Frauen und Politik. Eine Einführung. Reichsausschuß für sozialistische Bildungsarbeit, Berlin 1926.
- Die deutsche Arbeiterbewegung 1844 bis 1914. Westdeutscher Verlag, Köln/Opladen 1967, ISBN 3-531-11062-4.
- Vom Großbürgertum zur Sozialdemokratie. Memoiren einer Reformistin. Colloquium Verlag, Berlin 1973.